# Kontrola ruchu lotniczego

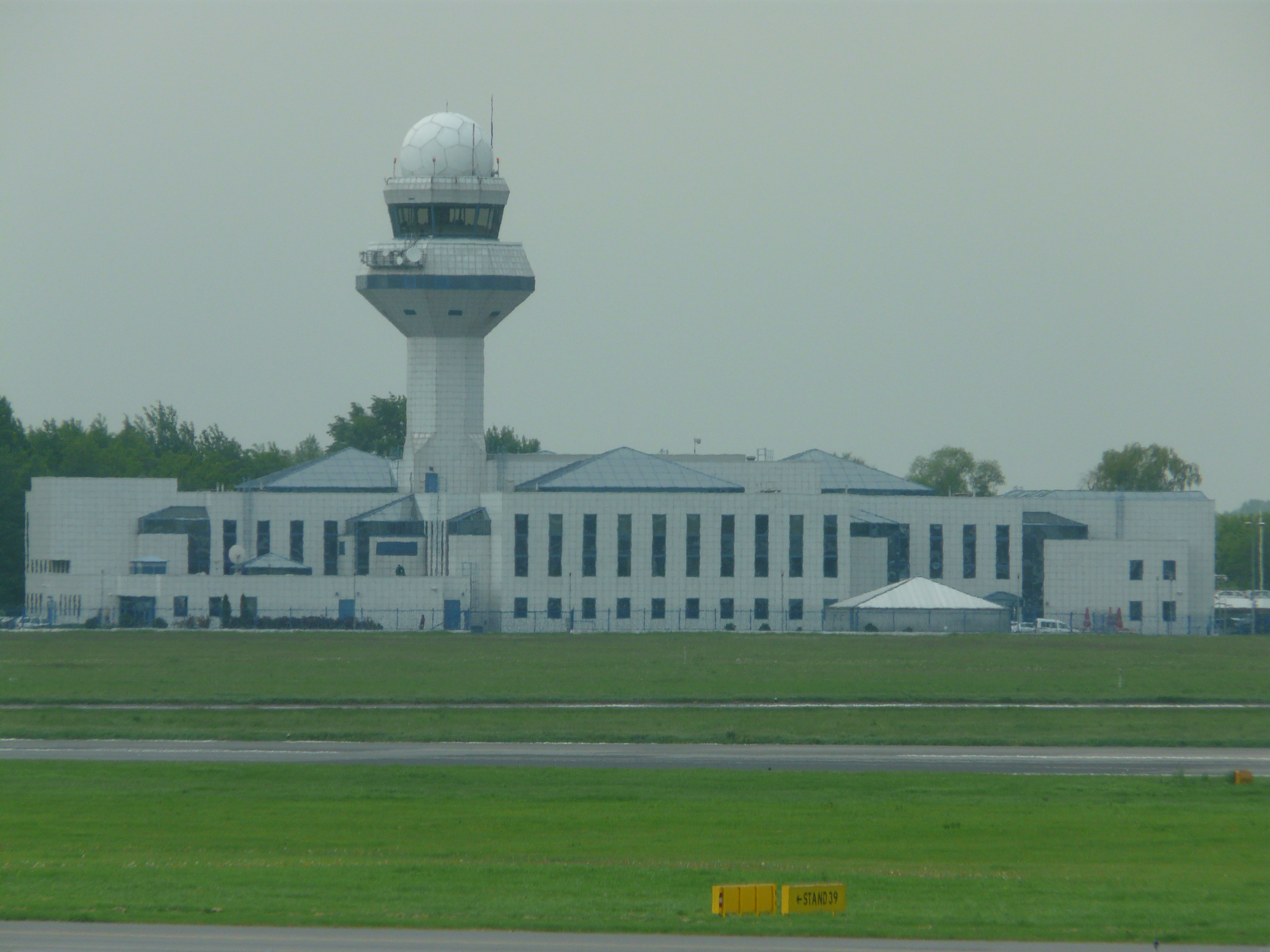
Wieża kontroli ruchu lotniczego w Porcie Lotniczym Warszawa-Okęcie w Warszawie

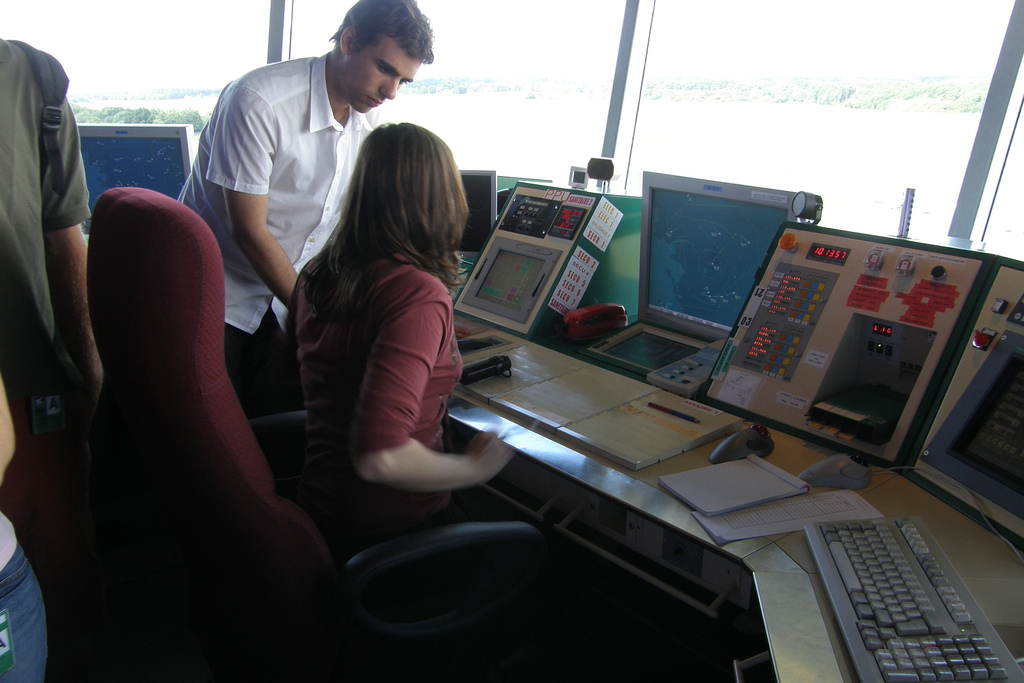
Wieża kontroli lotniska w Nantes (Francja) od środka

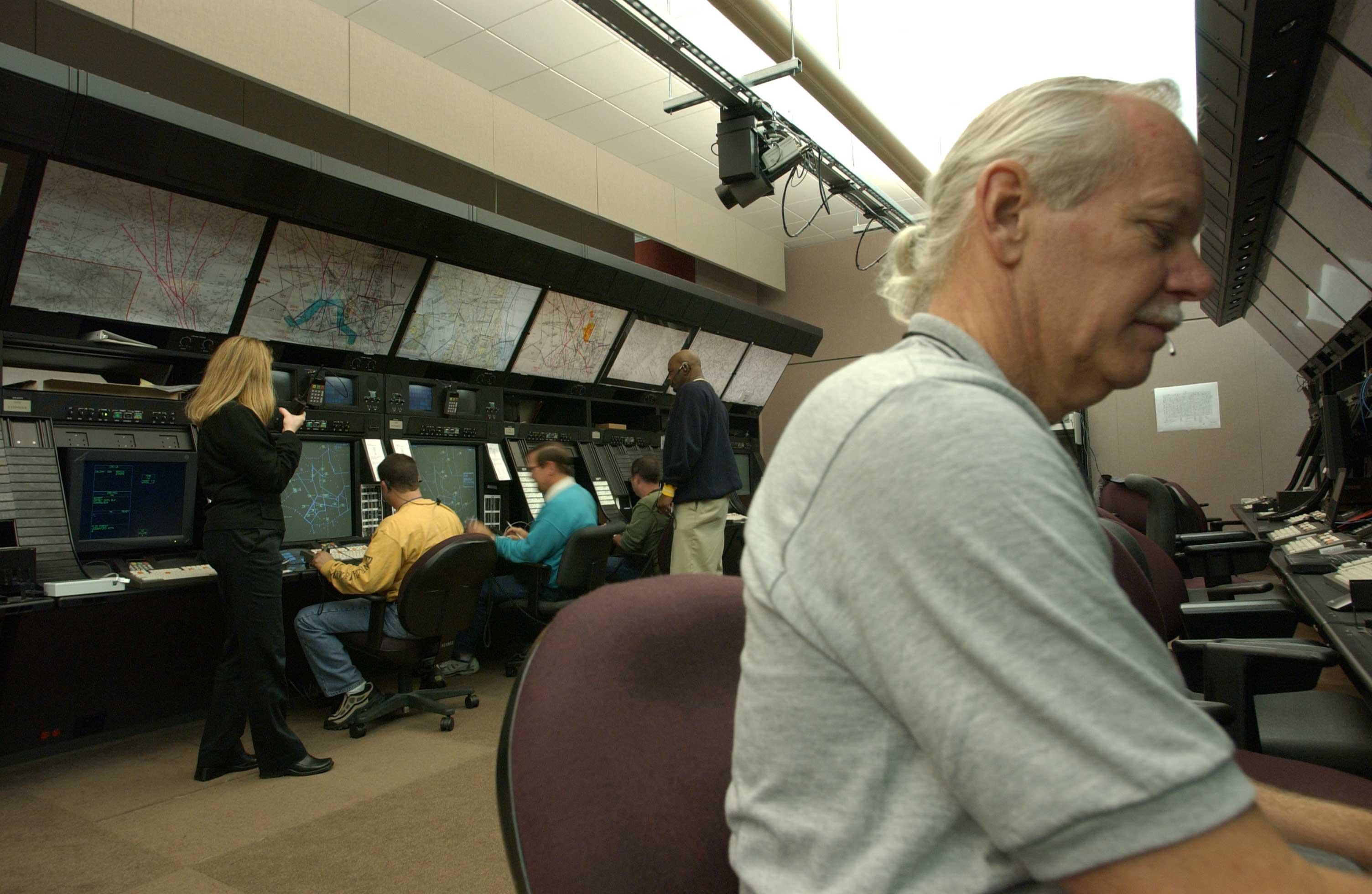
Centrum kontroli obszarowej w Waszyngtonie

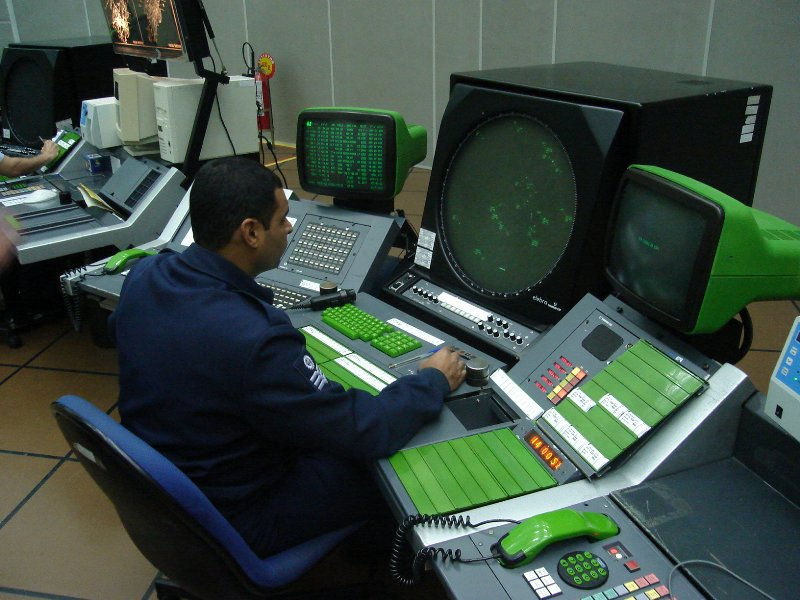
Centrum kontroli obszarowej w Brazylii

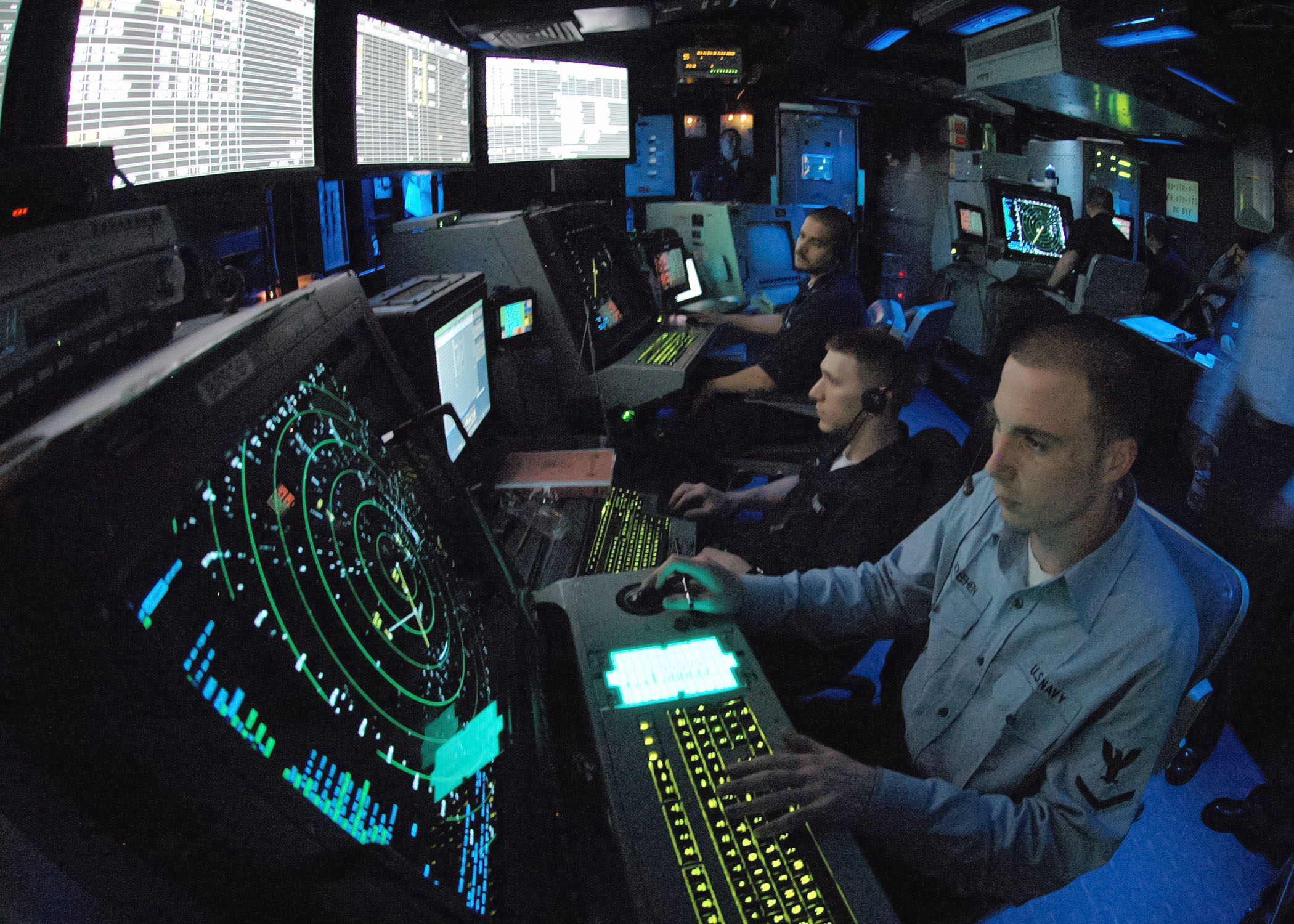
Kontrola lotów na amerykańskim lotniskowcu USS Lexington (CV-16)

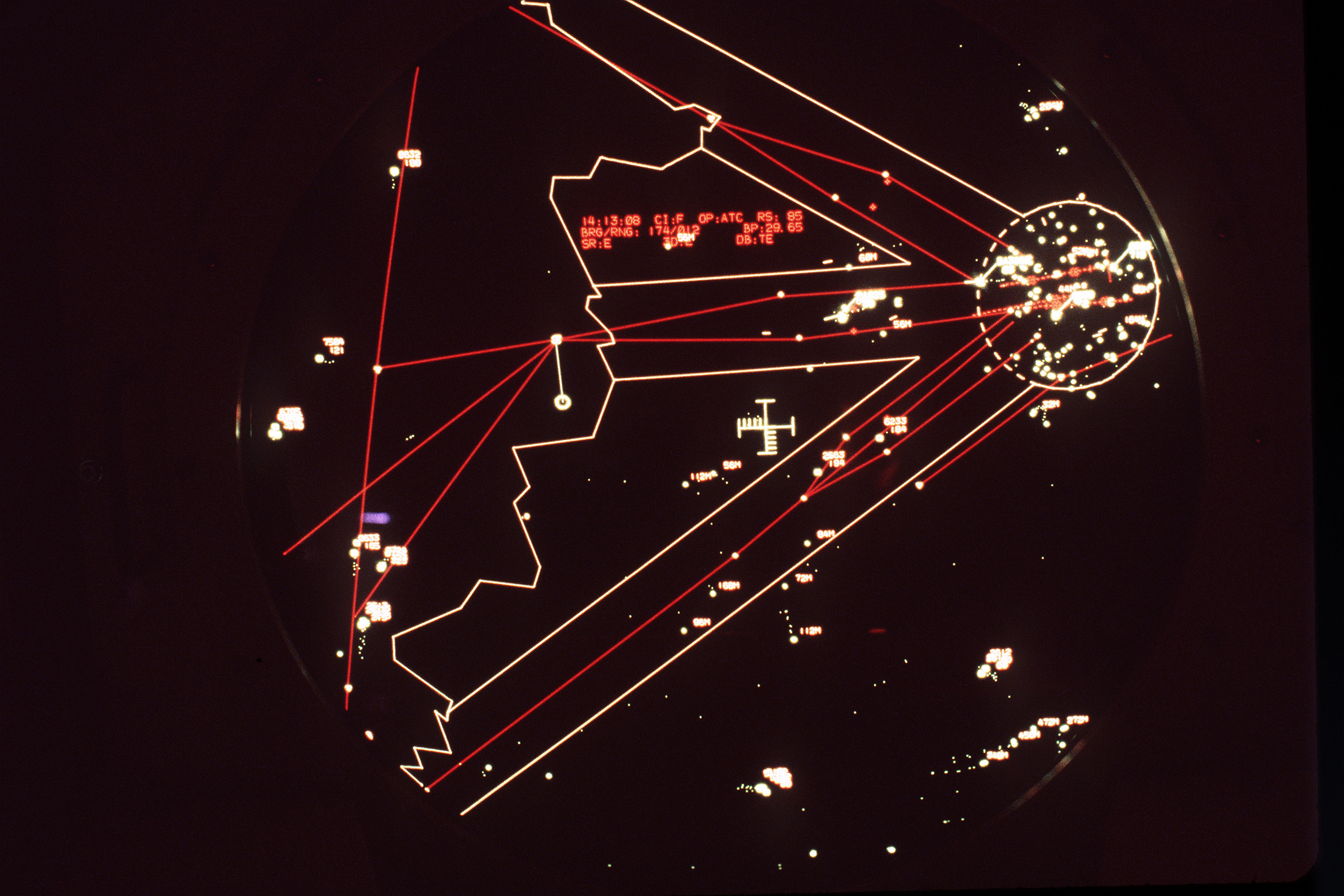
Wskaźnik radarowy w Berlinie Zachodnim pokazujący położenie samolotów z 1989 roku

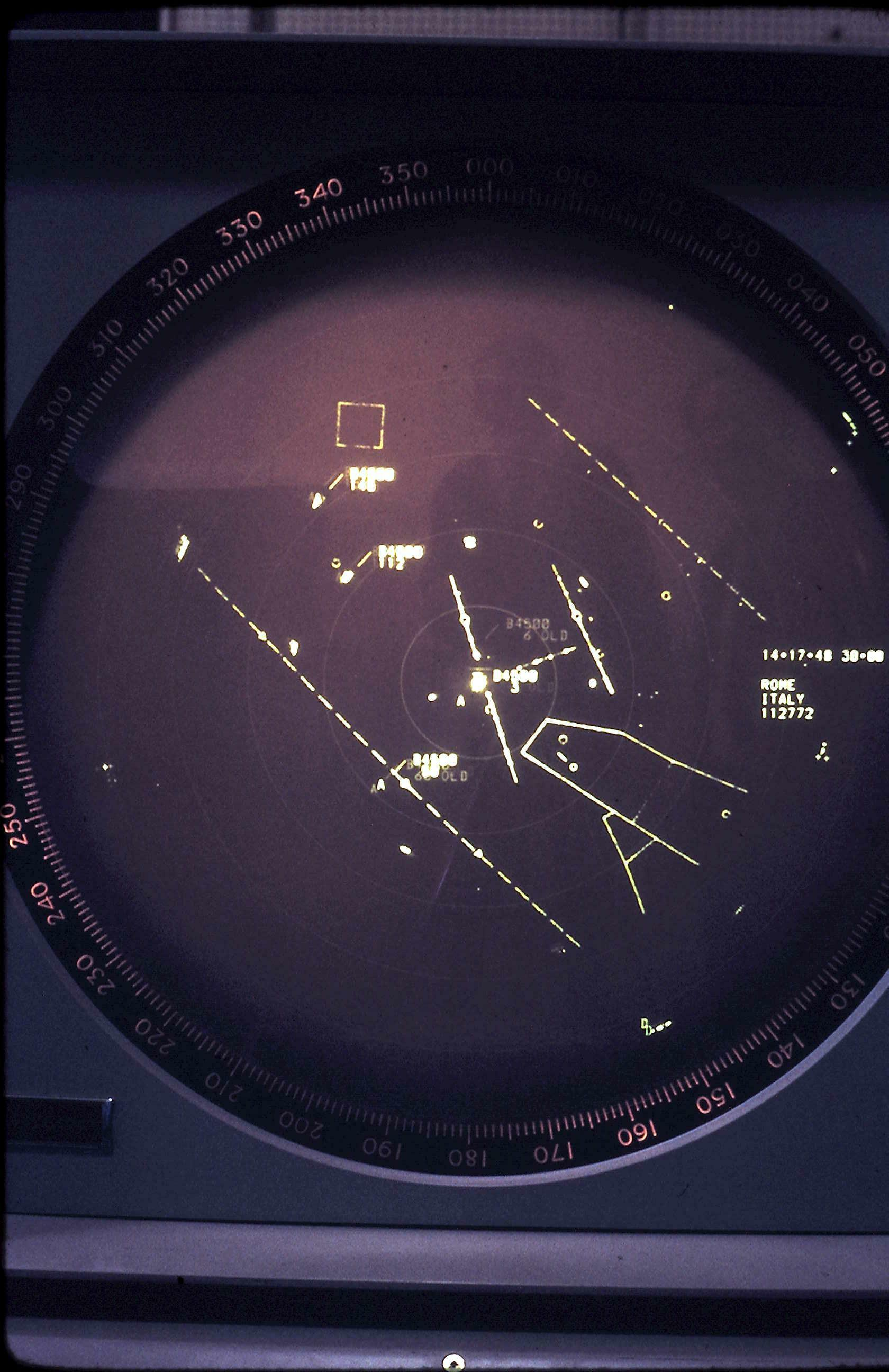
Wskaźnik radarowy w Rzymie pokazujący położenie samolotów z 1979 roku

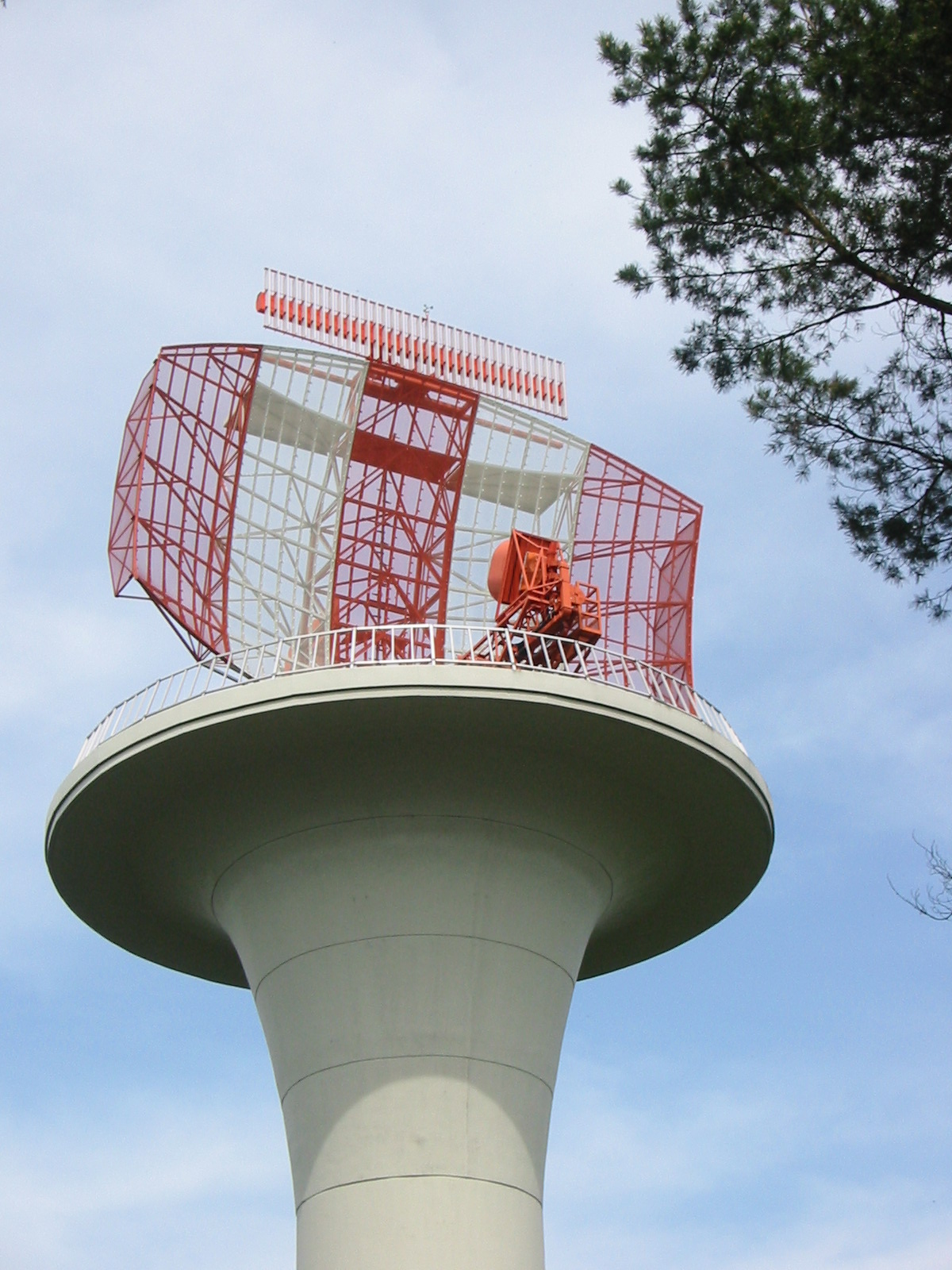
Radar pierwotny (PSR) zintegrowany z radarem wtórnym (MSSR)

Kontrola ruchu lotniczego (ang. ATC – Air Traffic Control) – służba ustanowiona w celu zapobiegania niebezpiecznym zbliżeniom statków powietrznych ze sobą, zarówno podczas lotu, jak i na lotniskach. Kontrola ruchu lotniczego ma też na celu usprawnianie i utrzymywanie uporządkowanego przepływu ruchu lotniczego.

## Skład
Do służby kontroli ruchu lotniczego zalicza się:
- kontrolę obszaru (ang. ACC – Area Control Centre) – ustanowioną w celu sprawowania kontroli ruchu lotniczego wobec lotów kontrolowanych wykonywanych w drogach lotniczych i górnej przestrzeni powietrznej.
- kontrolę zbliżania (ang. APP – Approach Control) – ustanowioną w celu sprawowania kontroli ruchu lotniczego w odniesieniu do lotów kontrolowanych statków powietrznych przylatujących i odlatujących z lotnisk komunikacyjnych oraz przecinających rejony kontrolowane tych lotnisk.
- kontrolę lotniska (ang. TWR – Tower) – ustanowioną w celu sprawowania kontroli ruchu lotniczego w ruchu lotniskowym.
- kontrolę ruchu naziemnego (ang. GND[1] – Ground Controller) – ustanowioną w celu sprawowania kontroli ruchu lotniczego wobec statków powietrznych znajdujących się na polu manewrowym lotniska kontrolowanego.

## Zadania
W ujęciu ogólnym zadania organów kontroli ruchu lotniczego obejmują:
- zapobieganie zderzeniom się statków powietrznych w czasie lotu;
- zapobieganie zderzeniom się statków powietrznych ze sobą oraz przeszkodami na polu manewrowym lotniska;
- utrzymanie uporządkowanego i sprawnego przepływu ruchu lotniczego.

## Współdziałanie organów kontroli ruchu lotniczego i wpływ na ruch lotniczy
- każdy statek powietrzny wykonujący lot kontrolowany pozostaje pod kontrolą kolejnych organów kontroli ruchu lotniczego, w związku z czym utrzymuje z nimi nieprzerwaną dwustronną łączność radiową;
- każdy organ kontroli ruchu lotniczego działa w wyznaczonej mu części przestrzeni kontrolowanej, chyba że za zgodą wszystkich zainteresowanych organów przekazano mu kontrolę nad ściśle określonym i zidentyfikowanym statkiem powietrznym wykonującym lot poza właściwą dla tego organu częścią przestrzeni;
- każde przekazanie kontroli połączone jest z przejściem statku powietrznego na łączność organu przyjmującego, co wiąże się z koniecznością przestrojenia radiostacji pokładowej;
- służba kontroli ruchu lotniczego pełniona jest wyłącznie w przestrzeniach kontrolowanych (drogach lotniczych, rejonach kontrolowanych lotnisk, strefach kontrolowanych lotnisk, lotniskach kontrolowanych).

Zadaniem organów kontroli ruchu lotniczego jest zapewnienie bezpiecznych separacji między statkami powietrznymi korzystającymi z przestrzeni kontrolowanej. Realizacja tego zadania polega na wydawaniu pilotom instrukcji oraz zezwoleń dotyczących m.in. zmiany kursu (tzw. wektorowanie), wysokości, kontroli prędkości, wykonywania określonych procedur, kontroli pozycji w kręgu, kołowania, operacji startu i lądowania. Kontrolerzy poza służbą kontroli pełnią też służbę informacji powietrznej, która służy przekazywaniu informacji m.in. o sytuacji w powietrzu, warunkach meteorologicznych i ewentualnych ograniczeniach, oraz służbę alarmową.

## Zasady
Służba kontroli ruchu lotniczego powinna być zapewniona dla:
- wszystkich statków powietrznych wykonujących loty IFR w przestrzeni powietrznej klasy A, B, C, D i E;
- wszystkich statków powietrznych wykonujących loty VFR w przestrzeni powietrznej klasy B, C i D;
- wszystkich lotów specjalnych VFR (o ile tak postanowi właściwa władza lotnicza);
- całego ruchu lotniskowego na lotniskach kontrolowanych.

## Narzędzia
W trakcie pełnienia służby kontroli ruchu lotniczego wykorzystuje się radiową łączność z pilotami statków powietrznych, systemy radarowe, a także łączność telefoniczną z sąsiadującymi organami kontroli ruchu lotniczego.

## Kontrola ruchu lotniczego w Polsce
Zgodnie z polskim prawodawstwem (Ustawa „Prawo lotnicze” z dnia 3 lipca 2002 r.) kontroli ruchu lotniczego podlegają statki powietrzne wykonujące loty lub manewry w przestrzeni powietrznej kontrolowanej, tj. na lotniskach kontrolowanych, w strefach kontrolowanych lotnisk (CTRach), w rejonach kontrolowanych lotnisk (TMA) oraz w drogach lotniczych.
W Polsce, od 1 kwietnia 2007 r., organem odpowiedzialnym za zapewnianie służby kontroli ruchu lotniczego jest Polska Agencja Żeglugi Powietrznej (PAŻP) – wydzielony ze struktur Przedsiębiorstwa Państwowego „Porty Lotnicze” organ zarządzania ruchem lotniczym. Do 1 kwietnia 2007 r. działalność tę prowadziła Agencja Ruchu Lotniczego.
Służbę kontroli ruchu lotniczego sprawują kontrolerzy ruchu lotniczego, posiadający wydawane przez Urząd Lotnictwa Cywilnego licencje. Wobec statków powietrznych będących pod ich kontrolą pełnią oni również:
- służbę informacji powietrznej – przekazywanie informacji i wskazówek użytecznych dla bezpiecznego i sprawnego wykonania lotu
- służbę alarmową – zawiadamianie właściwych organów o statkach powietrznych potrzebujących pomocy.

## Historia
Wczesne formy kontroli ruchu lotniczego opierały się na „kontroli proceduralnej”. Drogi lotnicze i punkty meldunkowe były z góry ustalone. Statki powietrzne poruszały się po tych drogach meldując mijanie punktów. Jedynym narzędziem było tu radio. Dane pozycyjne używane przez kontrolera były całkowicie uzależnione od nawigatora na pokładzie samolotu, innymi słowy, jeżeli nawigator obliczył błędnie pozycje to kontroler też otrzymywał błędną pozycję.
Rewolucja zaczęła się po drugiej wojnie światowej kiedy zaczęto stosować radar. Początkowo był to tak zwany „radar pierwotny”, wykorzystywał on energię odbitą od kadłuba samolotu. Było to fenomenalnym skokiem pod względem funkcjonowania kontroli powietrznej. Kontroler otrzymał niezależne źródło informacji o położeniu statków powietrznych. Radar pierwotny miał jednak sporo wad. Echa statyczne, ograniczony zasięg, pogoda, zakłócenia, brak automatycznej identyfikacji celów, brak danych o wysokości i prędkości wszystkie ograniczały jego użyteczność. Pewną poprawę przyniosła technika MTI (ang. Moving Target Indicator), system ten eliminował echa statyczne, powodowane przez teren lub zabudowanie. Radar pierwotny jest nadal używany, jego funkcjonalność została poprawiona wraz z zastosowaniem komputerów, ale mimo tego jest stopniowo wycofywany na poczet nowych technologii. Niektóre kraje całkowicie wycofały radar pierwotny z użytku cywilnej kontroli powietrznej. Radar pierwotny jest jednak nadal podstawowym czujnikiem systemów obrony powietrznej jako że jest w stanie wykryć cele niezależnie od ich wyposażenia lub woli.
Następnym krokiem była kombinacja tak zwanego „radaru wtórnego” i komputerów. Radar wtórny opiera się na zasadzie „zapytanie – odpowiedź”. Statek powietrzny zostaje wyposażony w transponder, specjalną (automatyczną) radiostację. Radiostacja ta wysyła sygnał jako odpowiedź na sygnał radaru. Ma to wiele zalet. Sygnał odpowiedzi jest nadawany na innej częstotliwości niż zapytanie, dzięki czemu radar wtórny jest nieczuły na własne echo. Dzięki temu że sygnał odpowiedzi jest nowym sygnałem, a nie szczątkową energią odbitą, system ten ma o wiele większy zasięg przy mniejszej mocy radaru. Dodatkowo sygnał odpowiedzi jest kodowany, zawiera on przydzielony kod identyfikacyjny, jak również wysokość samolotu (uzyskaną z pokładowego wysokościomierza barometrycznego). Fundamentalną wadą radaru wtórnego jest poleganie na poprawnym funkcjonowaniu transpondera. Statek powietrzny z niesprawnym lub wyłączonym transponderem jest dla radaru wtórnego niewidzialny.
Komputery będące częścią systemu umożliwiły centralizację. Komputerowy system obróbki sygnału przesyła dane do centrali kontroli powietrznej w formie cyfrowej, dzięki czemu jedna centrala może obsługiwać bardzo duży teren pokrywany wieloma radarami. Zastosowanie komputera zmieniło też formę prezentacji danych radarowych, kontroler nie był zmuszony do interpretacji obrazu radarowego. Klasyczny obraz został zastąpiony komputerową prezentacją graficzną. Na ekran została naniesiona interaktywna mapa a plamka echa samolotu została zastąpione symbolem. Dodatkowo tożsamość, wysokość, prędkość, kurs, plan lotu i wcześniejsze pozycje wszystkie stały się widoczne na tym samym ekranie. Ponadto kontroler otrzymał ekstrapolacje czasową (vektor) pozycji. System został też wyposażony w STCA (ang. Short-Term Conflict Alert), ograniczoną funkcje wykrywania ryzyka kolizji .
Następnym krokiem ewolucji jest usunięcie radaru jako źródła danych pozycyjnych. Powszechny dostęp do nawigacji satelitarnej spowodował, że awionika samolotu „wie” lepiej gdzie się znajduje niż radar naziemny. Implementacją tego faktu jest system ADS-B (Automatic Dependant Surveilance – Broadcast), w którym samolot automatycznie raportuje swoją pozycję (z wysoką dokładnością). Zaletą systemu jest fakt, iż raporty te są dostępne nie tylko dla kontroli naziemnej, ale i dla innych samolotów.

## Narodowe organizacje kontroli lotów
- Austria – Austro Control
- Australia – Airservices Australia oraz Royal Australian Air Force
- Belgia – Belgocontrol
- Brazylia – Department of Air Space Control oraz National Agency of Civil Aviation
- Bułgaria – Air Traffic Services Authority
- Kanada – NAV CANADA
- Chorwacja – Hrvatska kontrola zračne plovidbe (Croatia Control Ltd.)
- Czechy – Řízení letového provozu ČR
- Dania – Naviair
- Europa – Eurocontrol – (European Organisation for the Safety of Air Navigation)
- Finlandia – Finavia
- Francja – DGAC
- Niemcy – Deutsche Flugsicherung
- Grecja – Hellenic Civil Aviation Authority
- Hongkong – Civil Aviation Department
- Węgry – HungaroControl Magyar Légiforgalmi Szolgálat Zrt. (HungaroControl Hungarian Air Navigation Services Pte. Ltd. Co.)
- Irlandia – IAA (Irish Aviation Authority)
- Indie – Airports Authority of India (AAI)
- Włochy – ENAV (Italian ATC)
- Meksyk – Servicios a la Navegación en el Espacio Aéreo Mexicano
- Holandia – LVNL (Dutch ATC)
- Nowa Zelandia – Airways Corporation
- Norwegia – Avinor
- Pakistan – Civil Aviation Authority
- Polska – PANSA – Polska Agencja Żeglugi Powietrznej, Polish Air Navigation Services Agency (wcześniej: PATA – Polish Air Traffic Agency)
- Singapur – CAAS (Civil Aviation Authority of Singapore)
- Słowenia – Slovenia Control
- Afryka Południowa – Air Traffic and Navigation Services,
- Hiszpania – Aena
- Szwecja – The LFV Group
- Szwajcaria – Skyguide
- Wielka Brytania – National Air Traffic Services
- Stany Zjednoczone – Federal Aviation Administration
- Ukraina – Ukrainian State Air Traffic Service Enterprise (UkSATSE)
- Wenezuela – INAC (Instituto Nacional de Aviación Civil)